# 代数幾何学
代数幾何学（だいすうきかがく、英: algebraic geometry）とは、多項式の零点（zero）のなすような図形を代数的手法を用いて（代数多様体として）研究する数学の一分野である。

## 概論
大別して、「多変数代数函数体に関する幾何学論」「射影空間上での複素多様体論」とに分けられる。前者は代数学の中の可換環論と関係が深く、後者は幾何学の中の多様体論と関係が深い。20世紀に入って外観を一新し、大きく発展した数学の分野といわれる。
ルネ・デカルトは、多項式の零点を曲線として幾何学的に扱う発想を生みだしたが、これが代数幾何学の始まりとなったといえる。例えば、x, y を実変数として "x2 + ay2 − 1" という多項式を考えると、これの零点のなす R2 の中の集合は a の正、零、負によってそれぞれ楕円、平行な2直線、双曲線になる。このように、多項式の係数と多様体の概形の関係は非常に深いものがある。
上記の例のように、代数幾何学において非常に重要な問題として「多項式の形から、多様体を分類せよ」という問題が挙げられる。曲線のような低次元の多様体の場合、分類は簡単にできると思われがちだが、低次元でも次数が高くなるとあっという間に分類が非常に複雑になる。
当然、次元が上がると更に複雑化し、4次元以上の代数多様体についてはあまり研究は進んでいない。
2次元の場合、多様体に含まれる(−1)カーブと呼ばれる曲線を除外していくことにより、特殊な物をのぞいて極小モデルと呼ばれる多様体が一意に定まるので、2次元の場合の分類問題は「極小モデルを分類せよ」という問題に帰着される。
3次元の場合も同じように極小モデルを分類していくという方針が立てられたが、3次元の場合は、その極小モデルが一意に定まるかどうかが大問題であった。しかし、1988年森重文により3次元多様体の極小モデル存在定理が証明され、以降「森のプログラム」と呼ばれるプログラムに沿って分類が強力に推し進められている。
19世紀中期に、ベルンハルト・リーマンがアーベル関数論の中で双有理同値など代数幾何学の中心概念を生み出し、19世紀後半には、イタリアの直観的な代数幾何学が発展した（代数幾何学のイタリア学派）。20世紀前半には、アンドレ・ヴェイユ、オスカー・ザリスキによって、抽象的な代数幾何学の研究が進められ、1950年代以降はグロタンディークのスキーム論によって代数幾何学全体が大きく書き直された。

## 局所的性質
局所的問題についてきちんとした話題を与える前に、アフィン多様体における位相を定義する必要がある；もちろん、基礎体（仏: corps de base）が{\displaystyle \mathbb {R} }や{\displaystyle \mathbb {C} }の場合、通常のユークリッド的な位相の移し変えを考察することは駄目になる、だがしかしこれらはあまりにも豊富過ぎる。本質的に、私たちは多項式が連続であることの正当な必要を有する。さしあたり、私たちは基礎体における位相を自由に使えない、だがしかしそれは{\displaystyle \{{0\}}}が閉じている事を要求し過ぎない（そして単集合について並びに一連の有限な単集合の和集合についての均質性についてもまた：以上の事は都合よく既述の共有限（フランス語: cofinie）を与える）。そういう訳で、私たちは正則関数の{\displaystyle k}-環（仏: {\displaystyle k}-algèbre）の要素である{\displaystyle Z(f)}もしくは{\displaystyle f}を共に重点的に描写する、すなわちひとつの定義された多項式はあるイデアル{\displaystyle I(V)}の要素を直ちに与える。私たちはそれらが、ザリスキ位相と呼ばれる、ある特定の位相をしっかりと巧く構成することを確かめることを得る。{\displaystyle D(F):=\{P\in V/f(p)\neq 0\}}において、開基（仏: base d'ouverts）が豊富に備わっている事だけについて言及する、領域の周囲を成すそれらについては、ここでは問題ではない。

## 大局的性質
微分幾何学で私たちがすることのようにする、しかしながら、圧倒的にアフィン多様体と局所的に似ていること更に多項式的な地図の（座標）変換における、位相空間のようなものである私たちの大域的な対象の定義を私たちはし辛くさせられる。しかしながら層におけるこれらの、私たちが選んだところの見方でのこの論点ではそうでない。私たちは、環{\displaystyle A_{j}}のいくつかのスペクトルに同型な、導かれた層を備えたところの、開いた{\displaystyle U_{i}}における被覆を許す局所環における環付き空間（仏: espace annelé
）全体をそのとき概型と呼ぶ。概型の間の同型は何も局所環における環付き空間の同型とは別のものでない。

## 計算代数幾何学
計算代数幾何学（英：computational algebraic geometry）の始まりは1979年6月にフランスのマルセイユで開かれたEUROSAM '79（International Symposium on Symbolic and Algebraic Manipulation）を年代として推定できるかもしれない。この会議では、
- デニス・アーノン（英：Dennis S. Arnon）はジョージ・E.コリンズ（英語版）の円柱的代数的分解（英語版）（CAD）により半代数的集合（英：semi-algebraic set）の位相の計算が可能であることを示した。
- ブルーノ・ブッフベルガー（英語版）はグレブナー基底とそれを求めるためのアルゴリズムを提示した。
- ダニエル・ラザード（英語版）は同次多項式の方程式の系を解くための新しいアルゴリズムを提示した。その計算量は見込まれる解の数に関して本質的に多項式的であり、したがってその未知数の数について、指数関数的な計算複雑性になる。このアルゴリズムはマッカーレイ（英語版）の多変数終結式と深く関係している。

以来、この分野での多くの結果はこれらのアルゴリズムの一つを用いるか証明するかによって、あるいは未知数の数について指数的な複雑度を持つアルゴリズムの発見によって、上記の項目の一つあるいは幾つかと関係した。
記号的な方法を補完する数値代数幾何学と呼ばれる数学的な理論の分野は過去数十年にわたって発展してきた。その主な計算法はホモトピー接続法である。これはたとえば、代数幾何学の問題を解くための浮動小数点数を用いた計算のあるモデルを支える。

## 他分野との関係
代数幾何学はそもそも、多項式の零点のなすような図形を代数多様体として研究する学問であったが、現代では数理物理学・可積分系との関係や、機械学習への応用が研究されている。

### 主な日本人研究者
- 小平邦彦
- 森重文
- 広中平祐
- 梅村浩
- 飯高茂
- 斎藤秀司